# Regio Insubrica
La Regio Insubrica è un'euroregione e una comunità di lavoro transfrontaliera, creata nell'Insubria settentrionale a cavallo del confine di Stato tra Italia e Svizzera. È costituita dai seguenti enti:
- Como
- Lecco
- Novara
- Ticino
- Varese
- Verbano-Cusio-Ossola

## Genesi e finalità

Il logo della Regio Insubrica

La comunità è stata istituita nel 1995 dal Canton Ticino e dalle Province di Como, Varese e del Verbano-Cusio-Ossola (all'epoca appena costituita), quale associazione di diritto privato conforme alla dichiarazione di Madrid del 1980 del Consiglio d'Europa sulla cooperazione transfrontaliera (Euroregione). Nel 1997 si è anche attivato un rapporto di collaborazione con le provincie di Lecco e di Novara che poi sono state incluse nella Regio nel 2007.
La finalità della comunità di lavoro è di promuovere la cooperazione e l'integrazione transfrontaliera nella regione italo-svizzera dei laghi prealpini, parte dell'Insubria. La denominazione di questa Euroregione trae origine dal popolo degli Insubri, popolazione di origine celtica che si stanziò nel territorio in esame a partire dal V-IV secolo a.C. ed ebbe come capitale Mediolanum.
La Regio Insubrica conta oltre 160 membri. Tra di essi, oltre alle cinque province italiane ed al cantone svizzero, figurano numerosi comuni della regione, associazioni economiche e culturali, istituti a livello universitario, le "Regioni di montagna" del Canton Ticino e le Comunità montane delle province italiane, oltre a singole persone fisiche e giuridiche.
Il simbolo della Regio Insubrica è l'acronimo TCVVCO costituito dalle iniziali degli Enti fondatori della Regio (Ticino, Como, Varese, Verbano Cusio Ossola) scritte con l'alfabeto della civiltà preromana degli Insubres.

## Geografia
La Regio Insubrica comprende un territorio principalmente montuoso e collinare. La zona pianeggiante è, invece limitata alle aree meridionali delle province di Varese, Como e Novara.

Il territorio comprende diverse cime alpine superiori ai 3000 m s.l.m. Vi sono anche cime superiori ai 4000 m s.l.m., le punte Dufour, Nordend, Gnifetti e Zumstein, tutte incluse nel massiccio del Monte Rosa, che con i 4.637 m s.l.m. della Punta Dufour, rappresenta la vetta più alta della Regio Insubrica. Altre importanti vette sono il Monte Leone (3.552 m), il Massiccio del San Gottardo (3.192 m) e l'Adula (3.402 m).

Ulteriori cime alpine piemontesi sono il Monte Giove (3.009 m), il Monte Capezzone (2.421 m), il Monte Limidario (2.188 m) e il Mottarone (1.491 m).
Degne di nota sono anche alcune vette prealpine come le Grigne (2.410 m), il Resegone (1.875 m), il Monte Legnone (2.609 m), il Monte San Primo (1.686 m), il Monte Generoso (1.701 m), il Campo dei Fiori (1.227 m), il Monte Tamaro (1.967 m), il Monte Lema (1.621 m), il Bisbino (1.323 m), la Sighignola (1.302 m) e il Sasso del Ferro (1.062 m).

### Idrografia
La Regio Insubrica è caratterizzata dalla presenza di grandi laghi glaciali: il Lago Maggiore, il Lago di Como, il Lago di Lugano, il Lago d'Orta. Vi sono poi una moltitudine di laghi di dimensioni minori, tra i quali spiccano il Lago di Varese, il Lago di Mergozzo, il Lago di Ghirla, il Lago di Monate, il Lago di Comabbio, il Lago Delio, il Lago di Piano, il Lago di Pusiano, il Lago del Segrino, il Lago di Annone, il Lago di Alserio, il Lago di Montorfano, il Lago di Garlate, il Lago di Olginate, il Lago di Mezzola, il Lago di Ganna.

I maggiori fiumi sono il Ticino (fiume) e l'Adda, che sono i principali immissari dei due più grandi laghi della Regio Insubrica: il Lago Maggiore e il Lago di Como. Il Ticino e l'Adda, sono anche gli emissari dei due bacini, e dopo aver attraversato la pianura lombarda confluiscono da sinistra nel Po.

Altro importante corso d'acqua è l'Olona. Nasce nelle Prealpi Varesine, attraversa Milano e confluisce nel Po dopo 131 km. Lungo il suo corso si è sviluppata una delle maggiori aree industriali della Regio Insubrica.

Ad ovest la Regio Insubrica è lambita dal fiume Sesia, che nasce dai ghiacciai del Monte Rosa.

Il fiume Lambro nasce, invece nel Triangolo Lariano, attraversa la Brianza, lambisce Milano ed infine sfocia nel Po. Come accaduto all'Olona, lungo il corso del Lambro è fiorita una delle maggiori aree industriali della Regio Insubrica e del Nord Italia.

Importanti sono anche il fiume Toce, che percorre la Val d'Ossola ed il suo affluente Strona, che tramite il Nigoglia, raccoglie le acque del Lago d'Orta.

Corsi d'acqua minori sono il Seveso, il Maggia, il Brenno, il Vedeggio, l'Agogna, il Terdoppio, l'Arnetta, il Lura, il Bozzente, il Tresa, il Margorabbia e il Pioverna.

## Economia
Le province italiane e il cantone svizzero che formano la regio hanno un reddito procapite assai simile, eccezione fatta per il Cantone svizzero. I dati del 2002 presentavano questa situazione: Canton Ticino 43.765,7 € (fonte: USTAT); Provincia di Varese 22.029,0 €; Provincia di Como 20.148,5 €; Provincia del Verbano Cusio Ossola 18.769,1 € (fonte: Rapporto sull'economia provinciale). La Provincia di Novara 22.606,6 €; la Provincia di Lecco 20.410,1 €.

## Altre euroregioni che coinvolgono la Svizzera
Euroregio Bodensee: istituita nel 1997, comprende sei circondari tedeschi attorno al Lago Bodanico, sei cantoni svizzeri (Appenzello Interno, Appenzello Esterno, San Gallo, Sciaffusa, Turgovia e Zurigo), il Bundesland austriaco del Vorarlberg e il Principato del Liechtenstein.
Euroregio TriRhena: istituita nel 1995, comprende il dipartimento francese dell'Alto Reno, quattro circondari tedeschi (Friburgo in Brisgovia, Brisgovia, Lörrach e Waldshut) e cinque cantoni svizzeri (Basilea Città, Basilea Campagna, Giura, Soletta e Argovia)
Euroregio NovaRaetia è ancora un progetto: dovrebbe comprendere il Canton Grigioni e il Tirolo (Austria).

## Presidenza
- ...- settembre 2021: Norman Gobbi (Lega dei Ticinesi), consigliere di Stato ticinese.
- settembre 2021 - settembre 2022: ... (Regione Lombardia)
- settembre 2022 - settembre 2023: Massimo Sertori (Lega Nord, assessore agli Enti locali della Regione Lombardia).
- settembre 2023 - ...: Matteo Marnati, (Lega Nord, assessore della Regione Piemonte).